# Useljenički muzej Argentine
Useljenički muzej Argentine (Museo de la Inmigración) jest specijalistički povijesno-umjetnički muzej koji proučava povijest argentinskih useljenika iz Europe (npr. talijanska, španjolska, njemačka i židovska dijaspora), Azije i Afrike s kraja 19. i početka 20. stoljeća. Također, zadatak muzeja jest i promicanje rasprava o trenutnom stanju useljeničkih politika u Argentini. 
Muzej je osnovan 1974., a od rujna 2013., nalazi se u prostrima tzv. bivšeg Imigrantskog hotela (ex Hotel de Inmigrantes) smješten u centru grada Buenos Airesa u četvrti Retiro. Rad i ustrojstvo muzeja rezultat je institucionalne i operativne suradnje između Nacionalnog sveučilišta Tres de Febrero (UNTREF, Archivo del Instituto de Investigación en Arte y Cultura Dr. Norberto Griffa) i Nacionalnog ureda za useljeništvo.

###### Imigrantski hotel
Zgrada Imigrantskog hotela (ex Hotel de Inmigrantes) bivša je spavaonica za nove useljenike, pristigle u Buenos Aires. S obzirom na sve veći broj istih krajem 19. i početkom 20. stoljeća, grad je izgradio središnji prostor, koji je ujedno bio i jedna od prvih betonskih građevina u gradu. Izgradnja je započela 1905. a od njegovog otvaranja 1911. do zatvaranja 1953. godine, u njemu je bilo smješteno oko milijun useljenika. Uz smještaj hotel je nudio, hranu, posao i tečajeve (npr. za korištenje poljoprivrednih strojeva ili vođenje kućanstva).